# سیارک ۱۵۴۹۳۲
سیارک ۱۵۴۹۳۲ (به انگلیسی: 154932 Sviderskiene، نامگذاری:2004TB21) صد و پنجاه و چهار هزار و نهصد و سی و دومین سیارک کشف شده‌است که در ۱۲ اکتبر ۲۰۰۴ کشف شد.